# Front Controller (wzorzec projektowy)
Front Controller – jeden ze wzorców projektowych stosowany w projektowaniu aplikacji internetowych. We wzorcu tym istnieje jeden, centralny obiekt (np. serwlet), który zarządza wszystkimi żądaniami przychodzącymi od klienta. Wzorzec ten jest często stosowany ze wzorcem architektonicznym MVC.

## Konsekwencje stosowania
Plusem stosowania wzorca jest scentralizowana kontrola nad żądaniami, co ułatwia ich odpowiednie rozdzielanie, oraz łatwa konfiguracja. Minusem tego wzorca jest zmniejszona wydajność, gdyż jeden obiekt obsługuje wszystkie nadchodzące żądania. 

## Przykłady zastosowania
Wzorzec Front Controller'a zaimplementowany został w wielu frameworkach – niektóre z nich to:
- Ruby on Rails – framework MVC aplikacji internetowych napisany w języku Ruby
- ColdBox – framework MVC aplikacji internetowych napisany w języku ColdFusion
- Spring – framework MVC aplikacji internetowych napisany w języku Java
- Yii, CakePHP, Symfony, Kohana i Zend Framework – frameworki MVC aplikacji internetowych napisane w PHP
- Cairngorm – framework napisany w Adobe Flex SDK.
- asp.net mvc – framework aplikacji internetowych firmy Microsoft napisany w języku C#.
- Yesod – framework aplikacji internetowych napisany w języku Haskell.